# Le Mahamoudra qui dissipe les ténèbres de l'ignorance
Le Mahamoudra qui dissipe les ténèbres de l'ignorance (Chagchen Marig Munsel, tibétain : ཕྱག་ཆེན་མ་རིག་མུན་སེལ་, Wylie : phyag chen ma rig mun sel) est un des traités majeurs sur les enseignements du Mahamoudra ou « Grand Sceau », un système de méditation du bouddhisme mahayana sur la nature de l'esprit, visant à atteindre l’éveil. Il fut confié en Inde par le Bouddha Vajradhara à Tilopa, puis transmis par une lignée ininterrompue de maîtres à disciples et introduit au Tibet par Marpa. 
L'ouvrage a été composé au XVIe siècle par le 9e Karmapa, auteur de plusieurs ouvrages de références sur le sujet. Freda Bedi en effectua une traduction en anglais à partir du tibétain en 1971, et Alexander Berzin en effectua une autre traduction après que Bérou Khyentsé Rinpoché enseigna ce texte et le commenta à Bodhgaya de décembre 1976 à janvier 1977. 
Le 9e Karmapa écrivit ce texte dans la maison Zhoka-or (Zho-kha ‘or-gyi khang-pa) au cours de ses pratiques méditatives, à la demande de Samdey Lama Samten-kunga (bSam-sde Bla-ma bSam-gtan kun-dga’). 
Il s'agit d'un manuel de méditation à visée pratique, pour laquelle la direction d'un lama qualifiée est requise.

## Traductions
- Wangchuk Dorje (Karmapa IX), Zhar dMar dKon mChog Yan Lag, Mahamudra meditation or The Mahamudra, Gelongma Karma Tsultim Khechog Palmo, Ed. Karma Rigdol Publications, 1971
- Ouang Tchoug Dordjé, Le Mahamoudra qui dissipe les ténèbres de l'ignorance, commentaire de Bérou Khyentsé. Suivi de 'Cinquante stances de dévotion au gourou' d'Ashvagosha, édité par Aryashoura, commentaire de Guésché Ngaouang Dhargyey, trad. de la version anglaise J.C. de Verneuil et F. Jacquemart, Yiga Tcheu Dzinn, 1980  (ISBN 2-86473-002-2). 2° éd. revue et corrigée, introduction Alexander Berzin, Édition Marpa, 1992/98, 191 p.  (ISBN 2-906254-07-X)